# Cilento
Il Cilento è un massiccio montuoso dell'Appennino lucano, situato nella provincia di Salerno. Il termine, inoltre, indica anche una più ampia area territoriale comprendente (oltre al Cilento propriamente detto) anche il Vallo di Diano, i monti Alburni, il gruppo montuoso Eremita-Marzano e l'area meridionale della piana del Sele; si tratta del territorio a sud rispetto al corso del fiume Sele, oltre che a nord e ad ovest rispetto alla Basilicata, areale che insieme ad essa fino all'epoca romana era parte della Lucania; a decorrere dal Basso Medioevo e fino all'Unità d'Italia appartenne al Principato Citeriore, definito anche "Lucania occidentale", ma facente capo a Salerno.
I confini del gruppo montuoso del Cilento sono delimitati dalla piana del Sele a nord, i monti Alburni e il Vallo di Diano ad est e la Basilicata a sud, riguardando un territorio scarsamente abitato con vette fino a 1899 m (come il monte Cervati), oltre che una costiera di circa 130 km. Il massiccio del Cilento, a sua volta, può venire diviso fra Alto Cilento e Basso Cilento, i quali sono rispettivamente posti a nord e a sud rispetto ai monti Cervati e Gelbison e alla foce del fiume Alento.
In epoca altomedievale il toponimo "Cilento" indicava esclusivamente il territorio nei pressi del Monte della Stella (1131 m); quest'area mantiene oggi il nome di "Cilento antico" ed è parzialmente compresa nel parco nazionale. Il nome Cilento, dal latino "cis-Alentum", ossia "al di qua del fiume Alento", compare già nel 994 d.C. e fu dato dai Longobardi ai Benedettini, che vi eressero le prime chiese e monasteri, divenuti poi i poli dei centri abitati.
Del Cilento si impadronì il principe longobardo Guaimario IV, spodestato successivamente dal normanno Roberto il Guiscardo nel 1076. Sorse così la baronia del Cilento che, al principio del XII secolo, passò alla famiglia dei Sanseverino (principi di Salerno), che tennero il Cilento fino al 1552. Fu molto forte la presenza dei Bizantini, che vennero a patti con i Longobardi prima e i Normanni poi per la fondazione di centri monastici italo-greci lungo tutto il territorio; ciò poiché il Cilento era posto al confine tra i regni longobardi e i domini bizantini.
La morfologia del territorio, caratterizzata quasi esclusivamente da montagne e passaggi impervi, rese il Cilento teatro principale della guerra del vespro tra angioini e aragonesi nel XIII secoli, divenendone frontiera. Dal XV secolo in poi, fino al XVII, vi furono numerosi conflitti con i pirati ottomani. Di conseguenza il paesaggio fu caratterizzato da un numero piuttosto elevato di castelli, fortezze, torri e cinte murarie.
A partire dalla fine del 1800 la definizione territoriale del Cilento incluse l'area dell'ex baronia di Novi (Vallo della Lucania e confinanti), a est del fiume Alento; in tal modo il toponimo si estese a tutto il massiccio montuoso cilentano.
La creazione del parco nazionale ha spesso condizionato nel gergo comune la definizione di "Cilento" anche sulle altre aree esterne al gruppo montuoso originario, ma facenti parte della Lucania occidentale e posizionate a sud del Sele, includendo anche la parte meridionale della piana del Sele, i monti Alburni, il Vallo di Diano e i monti Gruppo montuoso dei Monti Eremita - Marzano.

## Storia

### Mitologia

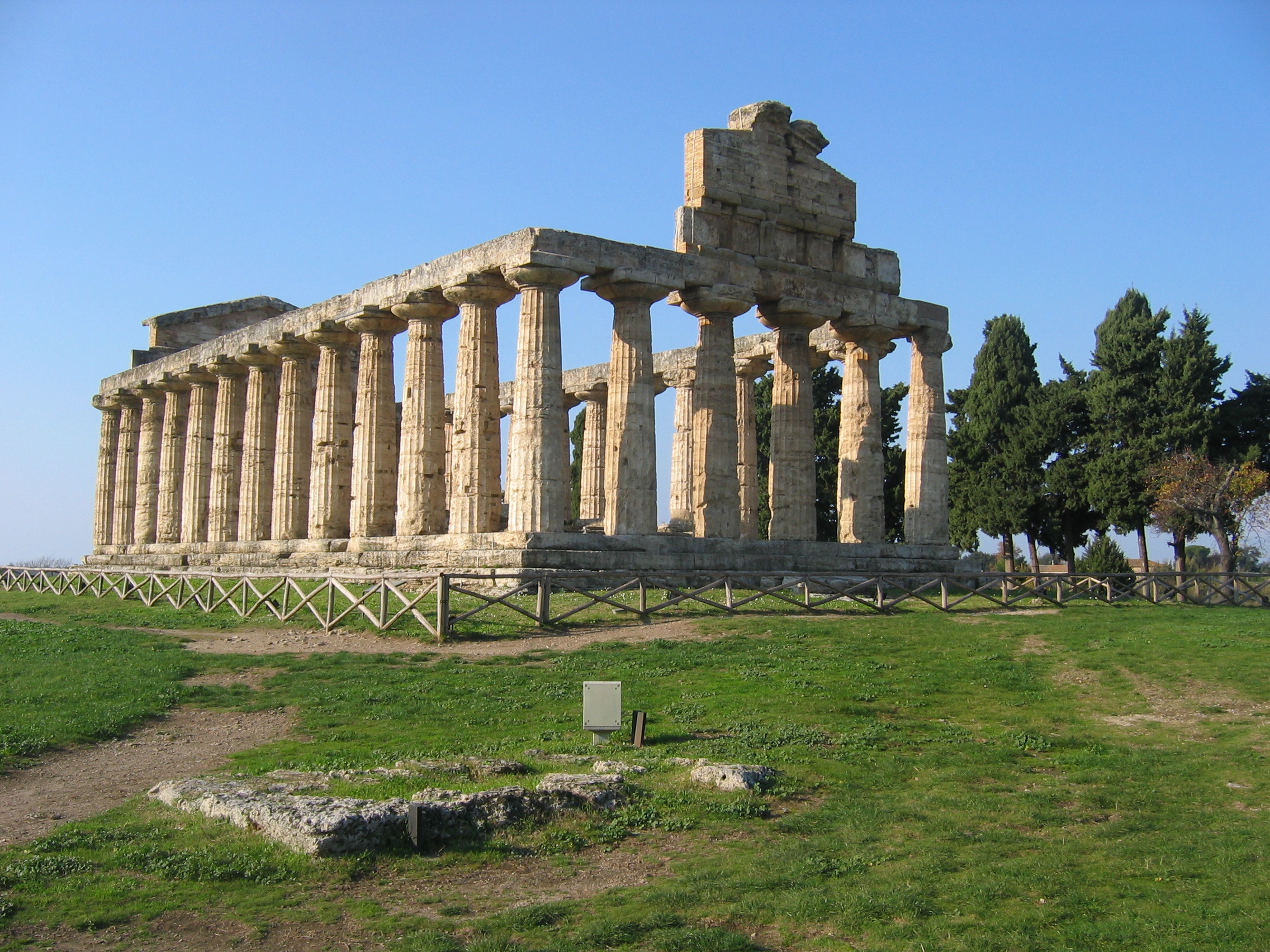
Tempio di Cerere

Il Cilento da millenni ha ispirato poeti e cantori. Molti dei miti greci e romani sono stati ambientati sulle sue coste. Il mito più famoso è quello dell'isola delle sirene, nell'Odissea e nell'Eneide. Quelle creature malefiche che, secondo Omero, irradiavano un canto che faceva impazzire i marinai di passaggio, portandoli a schiantarsi con le imbarcazioni sugli scogli. L'isoletta che ispirò il Cantore dell'antichità probabilmente è quella di fronte a Punta Licosa, a sud nei pressi di Castellabate. Di fronte al suo mare Ulisse si fece legare all'albero di maestra per ascoltare quell'ingannevole canto. Un altro mito importante è quello di Palinuro, il nocchiero di Enea. Durante il viaggio verso le coste del Lazio cadde in mare insieme al timone. Si aggrappò al relitto e per tre giorni ingaggiò un'estenuante lotta contro le onde infuriate. Ma quando stava finalmente per mettersi in salvo sulla riva, fu barbaramente ucciso dagli abitanti di quei luoghi: da allora quel promontorio prese il nome di Capo Palinuro. Altro mito è quello di Giasone e gli Argonauti che, una volta fuggiti dalla Colchide, per ingraziarsi la dea Era si fermarono presso il suo santuario alla foce del fiume Sele (l'attuale Santuario di Hera Argiva, nella piana pestana).

### Dalla preistoria alla conquista romana

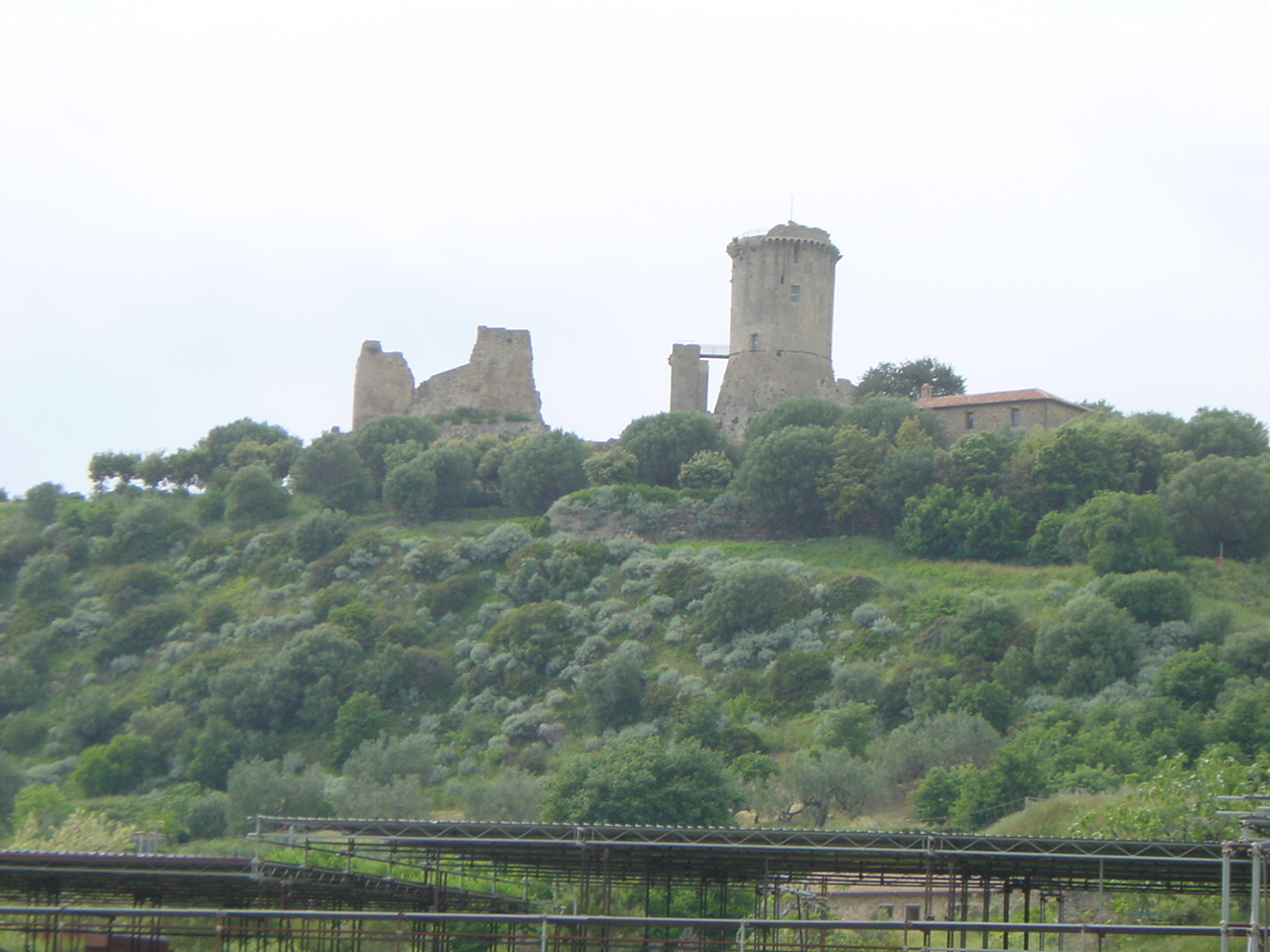
Velia

L'uomo arcaico ha trovato ospitalità nella zona da almeno mezzo milione di anni. Tracce della sua presenza sono evidenti dal Paleolitico medio al Neolitico, fino alle età dei metalli. I primi uomini vissero nelle grotte costiere del Cilento a Camerota, dove si sono scoperti i resti di ominidi inizialmente classificati come una nuova specie, Homo camaerotensis. A Palinuro, dove si sono rinvenuti materiali dell'industria della pietra. Nelle grotte di Castelcivita, a San Giovanni a Piro e a San Marco di Castellabate, dove si sono ritrovati reperti paleolitici. A Capaccio e a Paestum, nella piana del Sele, dove sono emersi corredi funerari di età neolitica della locale civiltà del Gaudo. La scoperta di manufatti e utensili provenienti dal vicino Tavoliere pugliese o dalle isole Lipari, inoltre, ci dicono che già allora il Cilento fu crocevia di scambi: percorsi di crinale nell'interno lo mettevano in contatto con le altre civiltà appenniniche (vie della transumanza e traffici, luoghi di culto e di mercato); mentre il mare lo avvicinava alle civiltà nuragiche, a quelle egee e mediterranee.
Precedentemente alla conquista romana, il territorio cilentano era abitato dalle popolazioni enotrie prima e da quelle lucane poi. Centro abitato lucano piuttosto importante fu quello di Roscigno, di cui è stato indagato archeologicamente il monte Pruno il quale ha restituito tracce di un'aristocrazia principesca e di notevoli traffici e commerci con le popolazioni italiche (e non) circostanti. Ulteriori insediamenti lucani sono stati indagati presso Roccagloriosa e Caselle in Pittari.
Poi tra il VII e il VI secolo a.C. arrivarono i Greci. I Sibariti, discendenti degli Achei, fondarono Posidonia: divenuta in epoca romana Paestum. Nello stesso periodo per mano dei Focesi, provenienti dall'Asia Minore, sorse Elea (poi divenuta la Velia romana): il fiorente centro cilentano ospitò poi la Scuola eleatica di filosofia, l'artefice è Senofane nel VI secolo a.C., e quella medica da cui trasse origine l'importante scuola medica salernitana, madre della moderna medicina occidentale. Mentre a Paestum si continuò a battere moneta, diritto tramandato dagli Achei (esperti in quest'arte), anche in epoca romana. Ulteriori colonie greche minori furono quelle di Molpa e Pyxous. I principali centri di età romana dell'entroterra si svilupparono nel Vallo di Diano, attraversato dalla Regio - Capua, come Consilinium (attuale Sala Consilina); ulteriore città romana piuttosto importante fu anche Volcei, odierna Buccino, situata fra la valle del Tanagro e i monti Eremita-Marzano.
A seguito della conquista romana il Cilento rientrò nella regione della Lucania, in virtù della presenza delle genti italiche di tale etnia.

### Medioevo

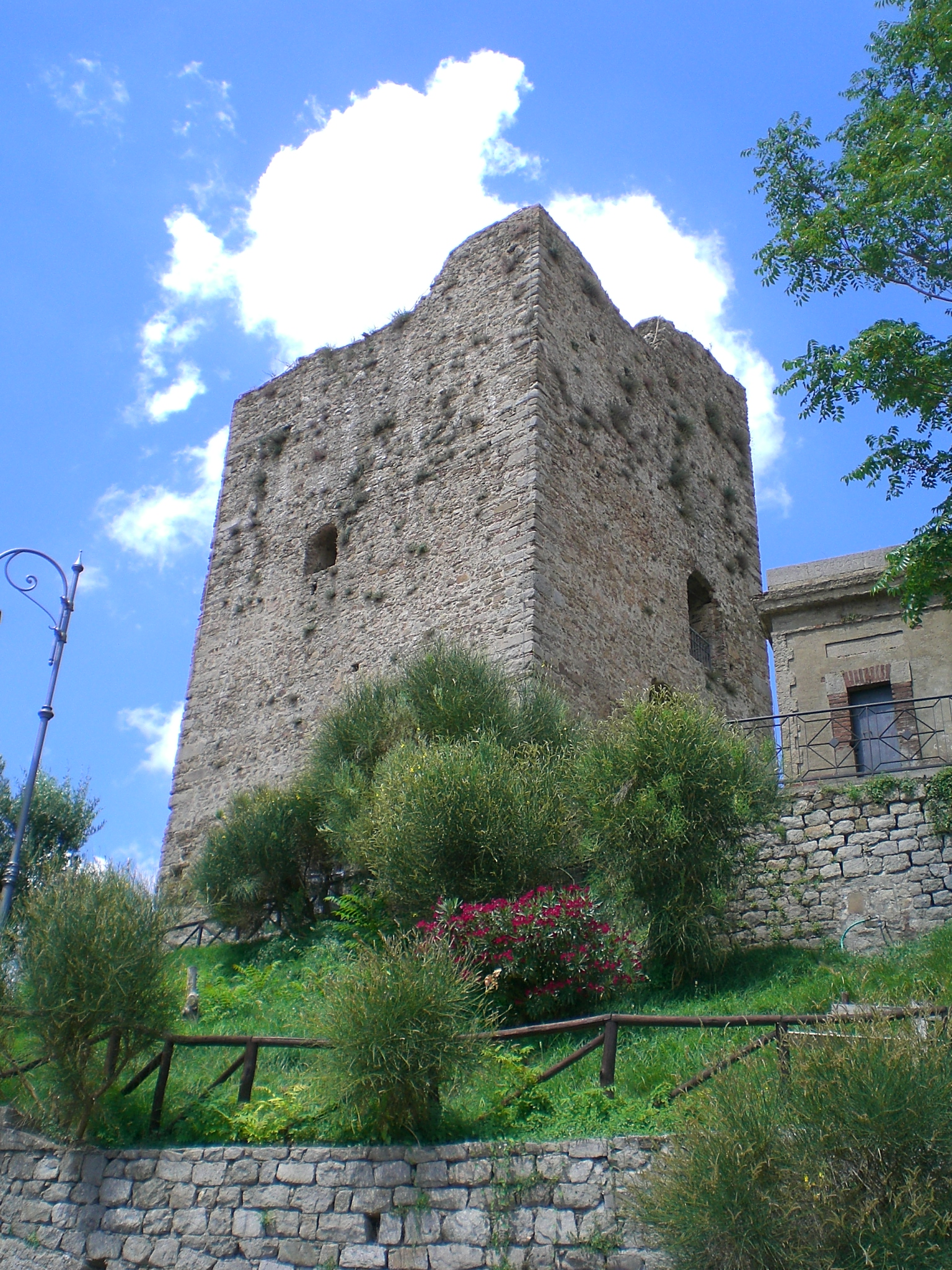
Mastio presso Novi Velia, sede della baronia normanna contemporaneamente a Rocca Cilento

A ragione della morfologia della regione cilentana, perlopiù montuosa e frastagliata, nel medioevo avvenne la costruzione di decine di castelli sui monti e a controllo delle valli, mentre i borghi si cinsero di mura fortificate.
Non si conosce in che misura il territorio fu colpito dalla guerra greco-gotica, dopo la caduta dell'impero romano d'Occidente. Nel VI secolo, successivamente al conflitto, nel vicino vallo di Diano le riforme dell'imperatore bizantino Giustiniano portarono alla creazione del battistero di San Giovanni in Fonte e della chiesa di San Nicola de Donnis presso Padula; nel Cilento invece la cittadina di Policastro fu munita della cattedrale di Santa Maria Assunta.
All'invasione longobarda susseguì l'annessione del Cilento al ducato di Benevento, ma successivamente rientrò nel Principato di Salerno. Durante il regno longobardo il Cilento fu diviso fra i gastaldati di Lucania e Cilento, quest'ultimo riguardante l'area orbitante attorno al monte Stella (il cui nome successivamente appunto si sarebbe esteso al resto del territorio). I gastaldati a loro volta erano muniti di contee, di cui sono note quelle di Capaccio, Magliano, Laurino e Camella.
Interessante fenomeno fu quello del monachesimo bizantino: poiché tale territorio divenne confine fra longobardi e bizantini di Lucania, moltissimi italo-greci provenienti dai domini dell'impero romano d'oriente migrarono nel Cilento, con la fondazione di centri monastici e chiese (a causa dei conflitti, delle tasse elevate e di scontri religiosi).
Nella seconda metà dell'XI secolo una parte del Cilento subì l'occupazione del normanno Guglielmo d'Altavilla, da cui la creazione della Contea di Principato. Durante la conquista del ducato longobardo da parte del fratello di lui, Roberto il Guiscardo, diverse battaglie si svolsero nell'area, tra cui a San Severino e a San Nicandro (negli Alburni). A seguito del conflitto il Cilento rientrò nel Ducato di Puglia e Calabria e quindi nel nuovo esteso regno meridionale normanno.

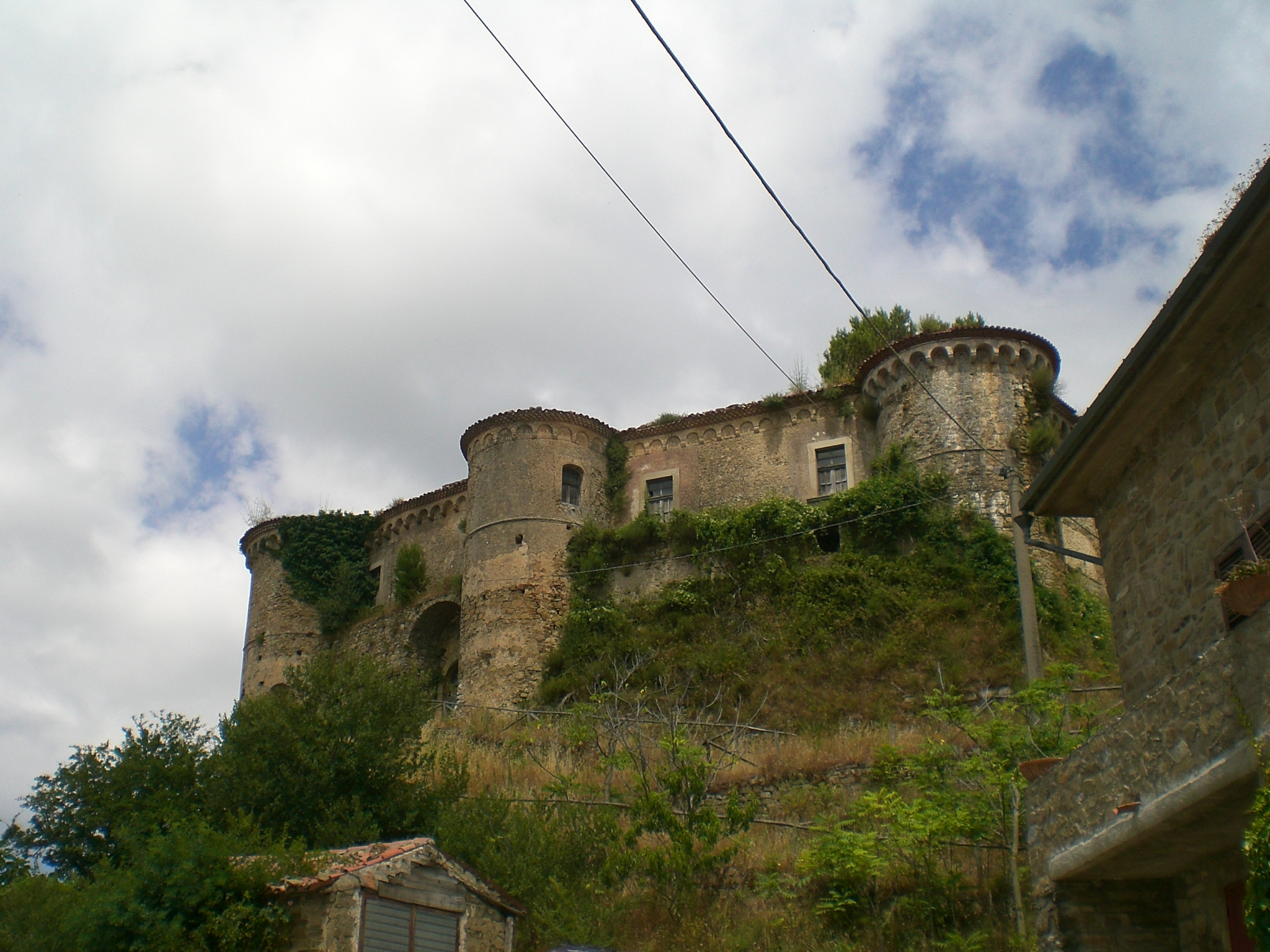
Castello di Rocca Cilento, sede della baronia normanna contemporaneamente a Novi Velia

. Nella prima metà del XIII secolo, durante il regno di Federico II di Svevia, gran parte dei baroni locali si ribellarono all'imperatore, evento che culminò nella congiura di Capaccio e la sconfitta e morte di gran parte di questi. Tale evento segnò profondamente l'imperatore e gli eventi che seguirono nel regno.
Il conflitto tra svevi e papato portò successivamente alla vittoria angioina, i quali restituirono gran parte dei feudi ai baroni precedentemente destituiti da Federico II. Durante la guerra del vespro fra angioini e aragonesi, verso la fine del XIII secolo, la catena montuosa del Cilento ne divenne frontiera del conflitto ed avvennero molte delle principali battaglie, fra cui quelle di Castellabate, Agropoli e Roccagloriosa.
Nel XV secolo, durante il regno aragonese, nuovamente molti baroni insorsero, facendosi coinvolgere nella congiura dei baroni. Dal XV fino al XVII le coste cilentane furono teatro di scontri, razzie e rapimenti con i pirati ottomani; conseguentemente il litorale si munì di una lunga serie di torri d'avvistamento e difesa. Il Cilento, gli Alburni, il vallo di Diano, i monti Eremita-Marzano e la piana del Sele meridionale, in virtù della loro precedente appartenenza al Principato di Salerno, furono inquadrati nel territorio del Principato Citra (e quindi nell'orbita salernitana) separandosi definitivamente dalla Lucania storica.

### Patrimonio mondiale dell'umanità

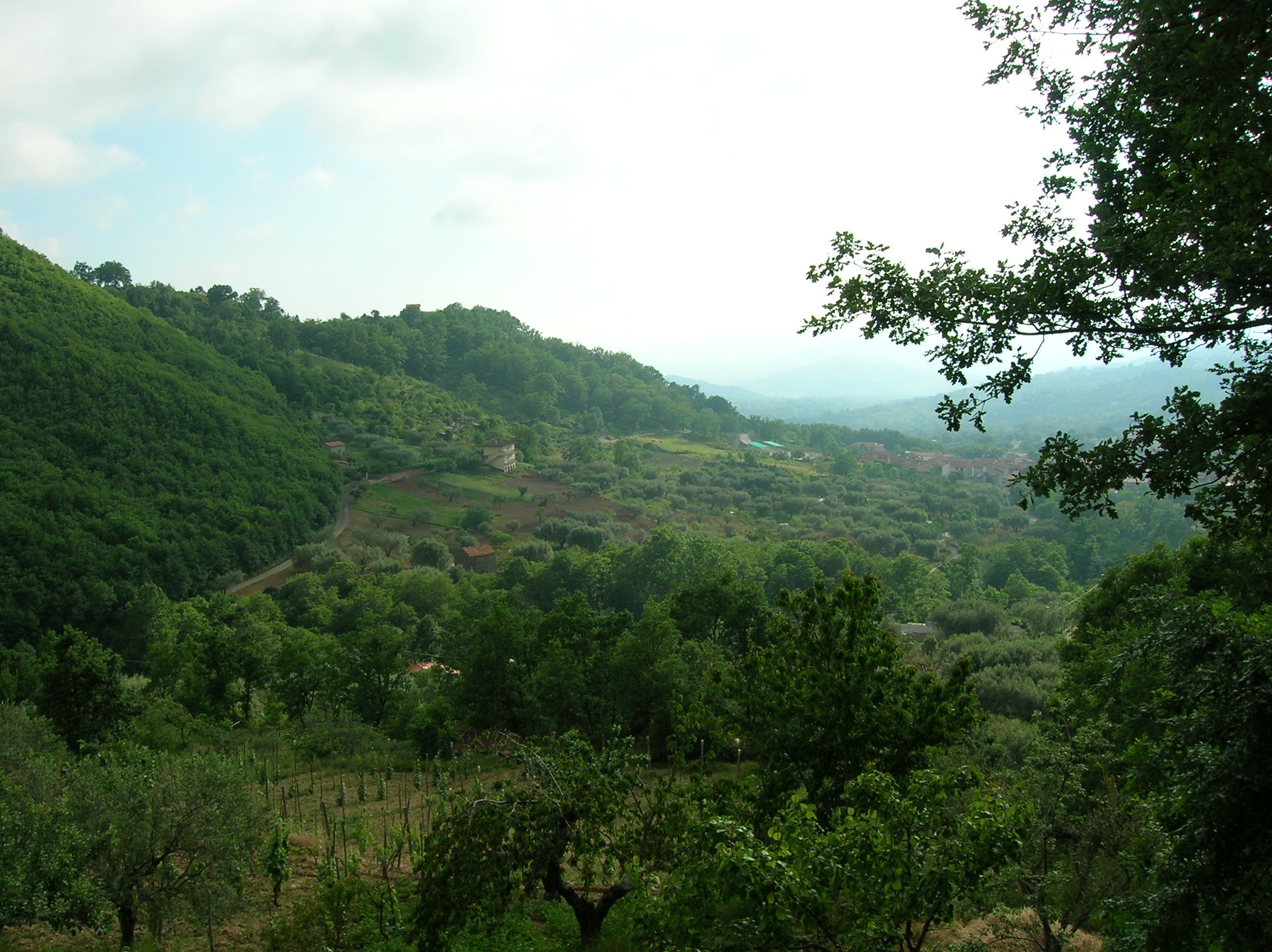
Parco Nazionale, foto nei pressi di Cannalonga

Il filo della storia cilentana si dipana fino ai giorni nostri cucendo avvenimenti grandi e piccoli. Legando vicende romane (Cesare Ottaviano Augusto ne fece una provincia per allevare gli animali e coltivare alimenti destinati alle mense romane), a fatti medievali importanti (il Principato longobardo a Salerno, l'avvento dei monaci Basiliani e Benedettini, la nascita della Baronia con i Sanseverino, la loro rivolta a Capaccio nel 1246 contro Federico II), fino ai primi "moti del Cilento" del 1828, con l'insurrezione contro Francesco I di Borbone e i suoi ministri, seguiti vent'anni dopo da nuovi moti antiborbonici, quindi all'adesione all'unità d'Italia cui rapidamente seguirono gli anni del brigantaggio postunitario.
Tracce, ricordi, monumenti, culture, sentieri legati a questa ricca storia sono salvaguardati grazie al Parco Nazionale del Cilento. Dal giugno 1997, il Cilento è inserito nella rete delle Riserve della biosfera del Mab-UNESCO (dove Mab sta per "Man and biosphere"): su tutto il pianeta (in oltre 80 Stati) si contano circa 350 di queste particolari aree protette, che servono per tutelare le biodiversità e promuovere lo sviluppo compatibile con la natura e la cultura.
Nel 1998 fu inserito nel Patrimonio mondiale dell'umanità UNESCO con i siti archeologici di Paestum, Velia, il Vallo di Diano e la certosa di Padula.
Con Chefchaouen in Marocco, Soria in Spagna, Koroni in Grecia il Cilento e uno dei luoghi della dieta mediterranea, iscritta come patrimonio culturale immateriale dell'umanità nel novembre 2010.
Nel 2010 il Parco Nazionale del Cilento, Vallo di Diano e Alburni è stato inserito nella rete europea dei geoparchi.

## Geografia

### Posizione
Il massiccio montuoso del Cilento, compreso nell'Appennino lucano, è limitato a nord dalla piana del Sele, a sud dalla Basilicata, a ovest dal mar Tirreno mentre ad est dalla catena dei monti Alburni e dal Vallo di Diano. Se ne fa derivare il nome da cis Alentum ("al di qua dell'Alento"), anche se il fiume non ne segna più il confine. Nel senso più ampio del toponimo, con "Cilento" ci si riferisce all'intera area della provincia di Salerno a sud della foce del fiume Sele, ossia l'antica Lucania occidentale. In tal senso vengono inclusi (oltre al massiccio del Cilento) anche i monti Alburni, il Vallo di Diano, i monti Eremita-Marzano e la parte meridionale della piana del Sele.

### L'Alto e il Basso Cilento

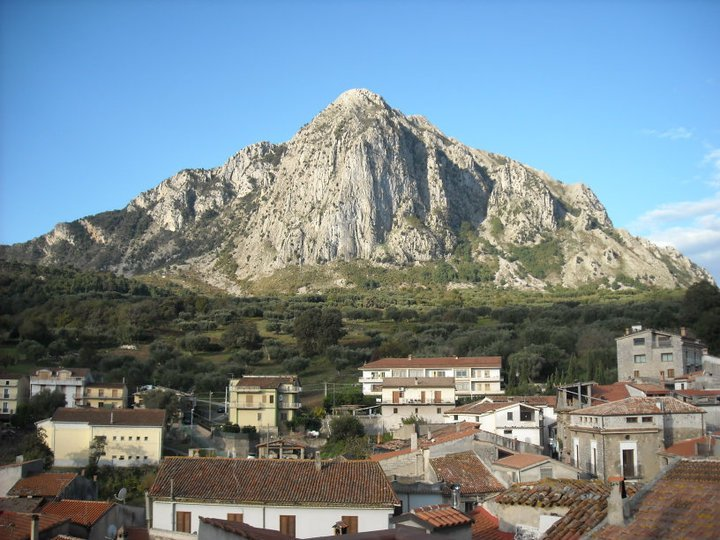
Il monte Bulgheria visto da Bosco

Il massiccio montuoso del Cilento è diviso in due aree delimitate dalla foce del fiume Alento e dai monti Cervati e Gelbison, che dividono le due parti di quest'area dell'Appennino.
Nell'Alto Cilento, a nord, i corsi d'acqua principali corrispondono allo stesso Alento e al fiume Calore Lucano. Nel Basso Cilento, a sud, vi sono il Mingardo e il Bussento. 
I monti più rappresentativi per le due aree coincidono con il monte Stella per l'Alto Cilento e il monte Bulgheria per il Basso Cilento.

### I monti del Cilento

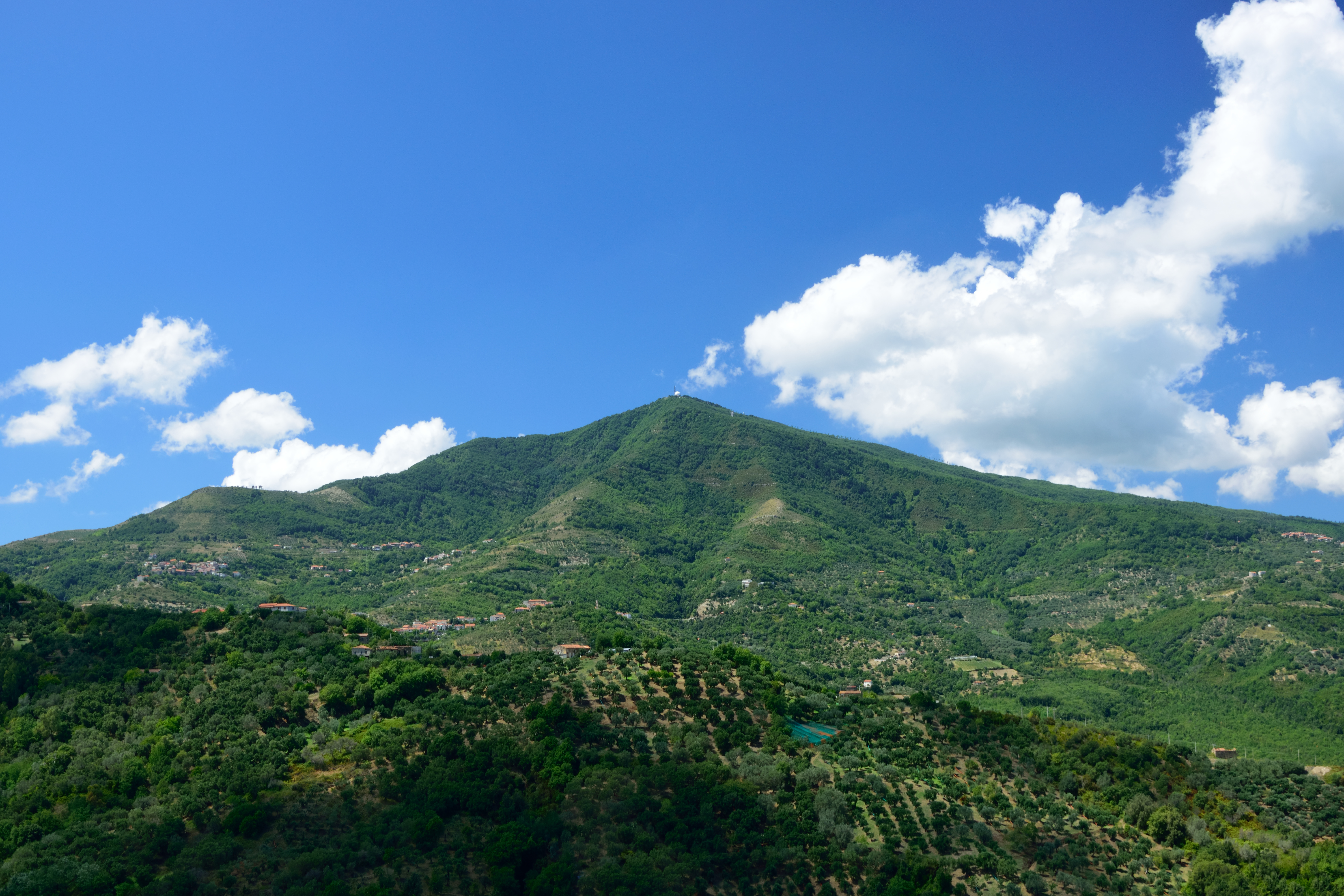
Il Monte Stella visto da sud-ovest

Il Cilento è caratterizzato da tre diversi gruppi montuosi: quelli ubicati nell'Alto Cilento, i monti del Basso Cilento e le alture poste nel centro a divisione fra i due suddetti gruppi.
A nord, nell'Alto Cilento, spicca in particolar modo a nord-ovest il Monte Stella (1.131 m) con le sue diramazioni, isolato rispetto agli altri monti dell'area e attorno cui sorgono diversi centri abitati. A ovest rispetto quest'ultimo vi è la dorsale montuosa data dai monti Vesole (1.210 m), Chianiello (1.319 m) e Faito (1.160 m), che divide la valle dell'Alento dalla valle del fiume Calore; quest'ultima, assieme a quella del Fasanella, separa il massiccio del Cilento da quello dei monti Alburni. 
Nell'area centrale del Cilento vi è una lunga diramazione montuosa da est a ovest, dall'Appennino fino alla costa, la quale divide il Cilento dal Vallo di Diano e dove sono ubicate le vette più elevate, tra cui il Cervati (1.899 m), il Motola (1.743 m) e il Gelbison (1.705 m) a est, oltre alla Tempa di Cuccaro Vetere (1.136 m), il Monte Cavallara (843 m) e il Monte dei Monaci (779 m) a ovest.
A sud, nel Basso Cilento, spicca a sud-ovest il Monte Bulgheria (1.225 m), isolato similmente al monte Stella e attorno al quale sorgono numerosi centri abitati. Il confine tra Cilento e Basilicata è qui delimitato da ulteriori cime, come il Monte Olivella (1.026 m), il Serralunga (1.426 m) e il monte Cocuzzo (1.387 m).

### La costa del Cilento

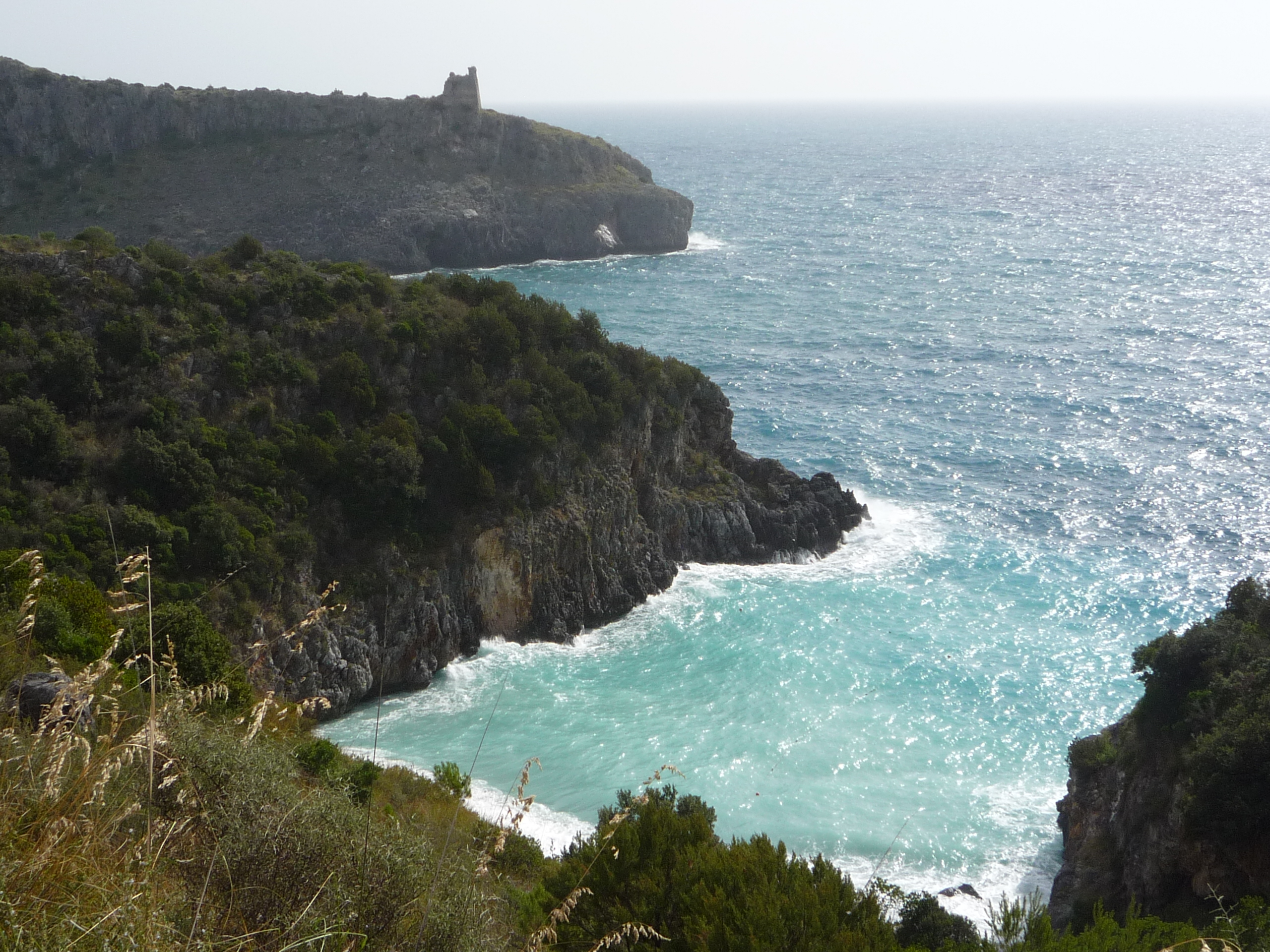
Spiaggia del Pozzallo a Lentiscosa, frazione del comune di Camerota

La costiera del Cilento, alta e frastagliata, si estende per circa 130 km, dal comune di Agropoli a quello di Sapri, comprendendo sia località del golfo di Salerno e del golfo di Policastro. Località costiere particolarmente note sono inoltre quelle che rientrano nei comuni di Castellabate, Acciaroli, Ascea, Pisciotta per quanto riguarda l'Alto Cilento, mentre invece vi sono Palinuro, Camerota, Centola e San Giovanni a Piro per il Basso Cilento.

### Monti Alburni

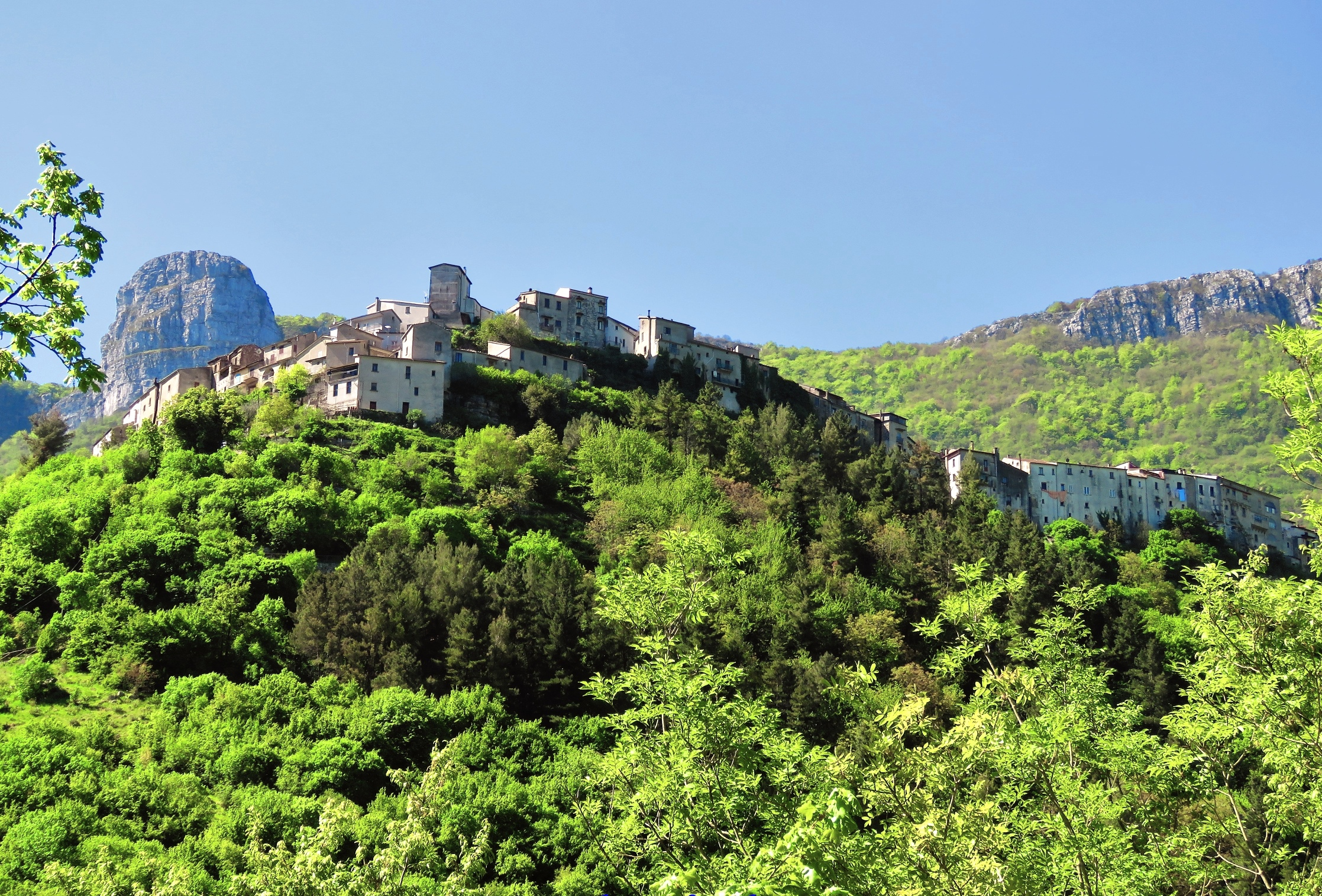
Borgo di Petina e monti Alburni

I monti Alburni costituiscono un massiccio montuoso calcareo, diviso da quello del Cilento a sud tramite il corso del fiume Calore, a nord da quello dei monti Eremita-Marzano tramite il Tanagro. Il monte Panormo costituisce la vetta più elevata (1742 m s.l.m.), mentre i centri abitati sono disposti ai lati della catena, in affaccio sulle valli del Calore e del Tanagro.
Centri maggiori sono Sicignano degli Alburni sul lato nord e Castelcivita sul lato sud.

### Vallo di Diano

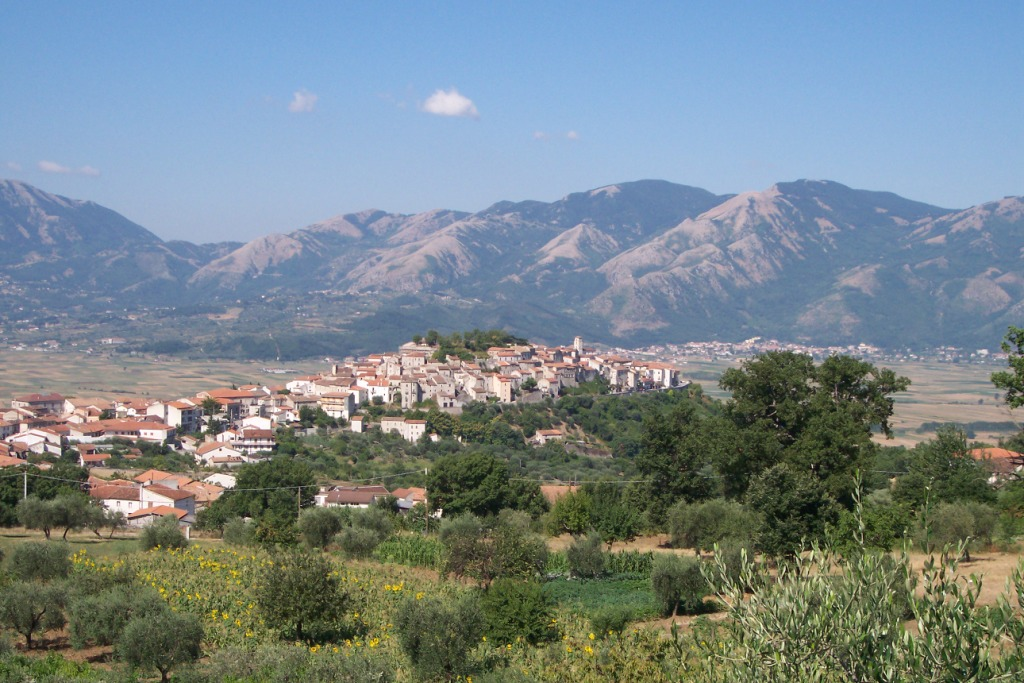
Borgo di Atena Lucana e Vallo di Diano

Il Vallo di Diano costituiva, in epoca preistorica, il bacino di un grande lago glaciale. Ad oggi è attraversato dal fiume Tanagro, ed è compreso tra i monti del Cilento a sud e quelli della Maddalena a nord. Tra i poli principali si annoverano il centro storico di Teggiano, la certosa di Padula e il museo etrusco di Sala Consilina.

### Monti Eremita-Marzano

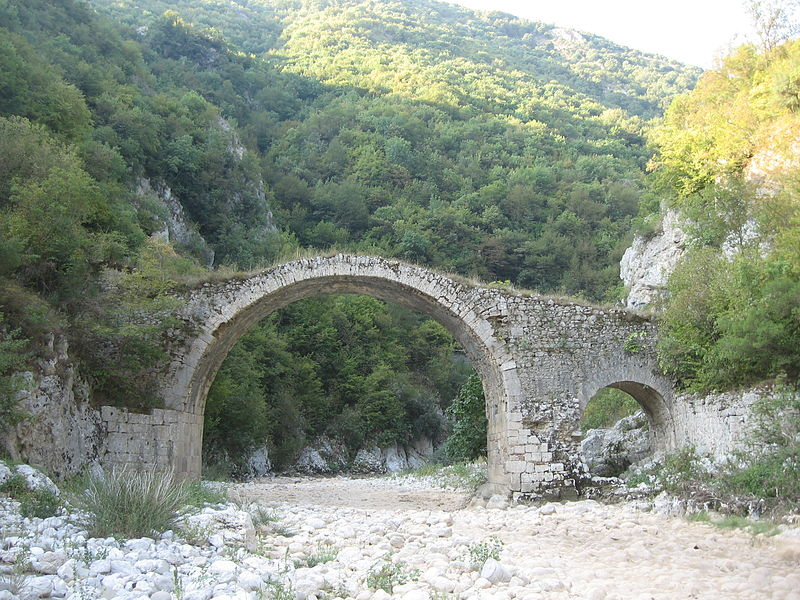
Il ponte del diavolo a Ricigliano

I monti Eremita-Marzano costituiscono la diramazione più occidentale dell'Appennino Lucano, posti a separazione tra i monti Picentini e gli Alburni. Sono compresi tra la valle del Sele e la valle del Tanagro, le vette più elevate sono appunto i monti Eremita (1.579 m) e Marzano (1.524 m). I centri abitati sono posti sul lato sud, in affaccio sul Tanagro, come Buccino e San Gregorio Magno.

### Piana del Sele meridionale

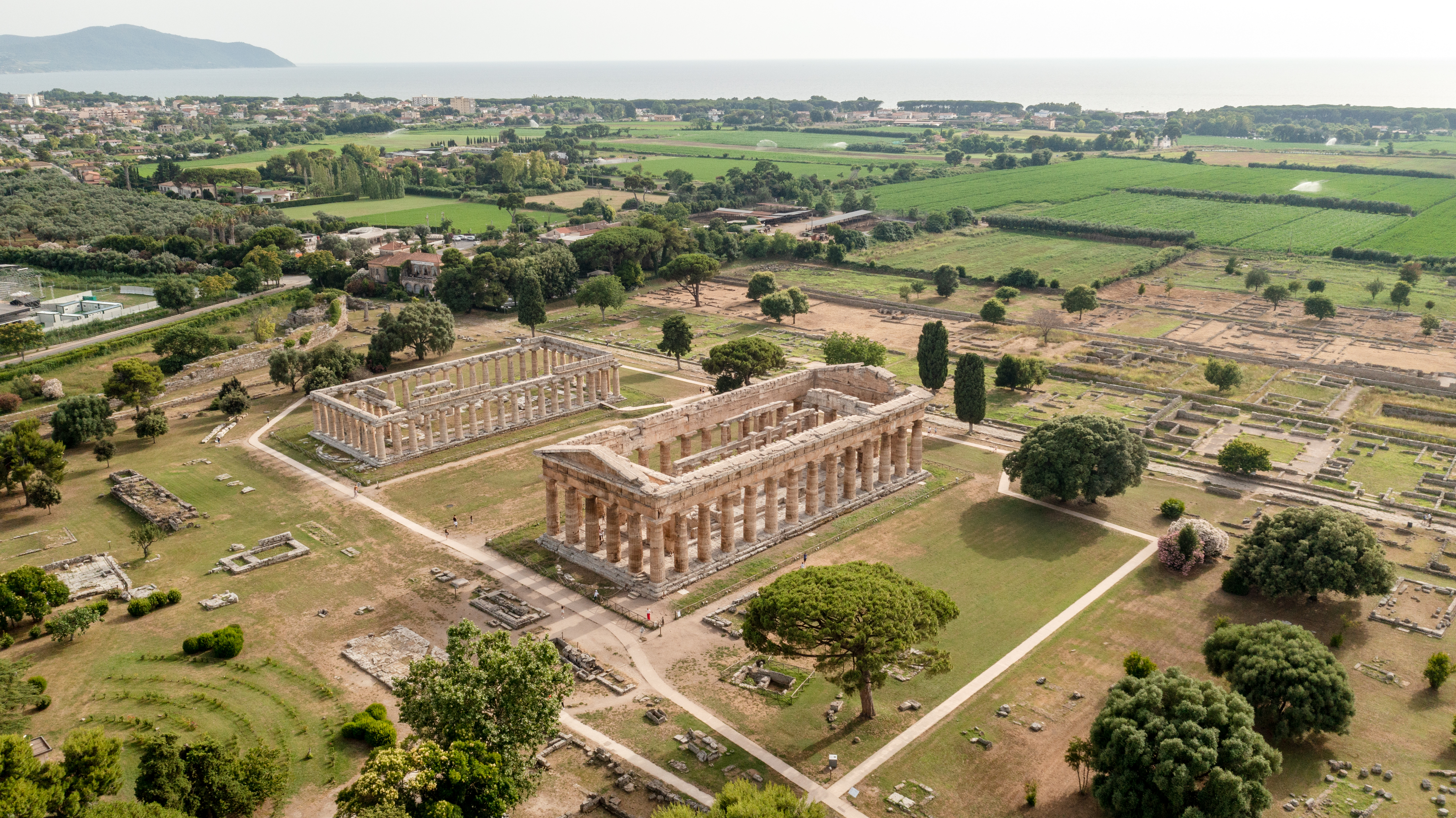
Le rovine di Paestum e parte della piana

La parte sud della piana del Sele è compresa tra la foce del fiume Sele a nord, i monti del Cilento a sud e i monti Alburni ad est. I centri abitati, come Altavilla Silentina, sono situati tra la piana e le colline circostanti, eccezion fatta per le frazioni di Capaccio Paestum, il cui capoluogo è però nell'area montana del Cilento.

## Comuni
Negli elenchi al di sotto sono disposti, in raggruppamenti opportuni, sia i comuni compresi nel massiccio montuoso cilentano sia quelli nei territori limitrofi del parco nazionale e inclusi nel senso più ampio del termine territoriale.

### Comuni dell'Alto Cilento
- Agropoli
- Aquara
- Ascea
- Bellosguardo
- Campora
- Cannalonga
- Capaccio Paestum
- Casal Velino
- Castellabate
- Castelnuovo Cilento
- Castel San Lorenzo
- Ceraso
- Cicerale
- Felitto
- Gioi
- Giungano
- Laureana Cilento
- Laurino
- Lustra
- Magliano Vetere
- Moio della Civitella
- Monteforte Cilento
- Novi Velia
- Ogliastro Cilento
- Omignano
- Orria
- Perdifumo
- Perito
- Piaggine
- Pollica
- Prignano Cilento
- Roccadaspide
- Roscigno
- Rutino
- Sacco
- Salento
- San Mauro Cilento
- Serramezzana
- Sessa Cilento
- Stella Cilento
- Stio
- Torchiara
- Trentinara
- Valle dell'Angelo
- Vallo della Lucania

### Comuni del Basso Cilento
- Alfano
- Camerota
- Casaletto Spartano
- Caselle in Pittari
- Celle di Bulgheria
- Centola
- Cuccaro Vetere
- Futani
- Ispani
- Laurito
- Montano Antilia
- Montecorice
- Morigerati
- Pisciotta
- Policastro Bussentino
- Roccagloriosa
- Rofrano
- San Mauro La Bruca
- San Giovanni a Piro
- Santa Marina
- Sanza
- Sapri
- Torraca
- Torre Orsaia
- Tortorella
- Vibonati

### Comuni degli Alburni
- Castelcivita
- Controne
- Corleto Monforte
- Ottati
- Petina
- Postiglione
- Sant'Angelo a Fasanella
- Sicignano degli Alburni

### Comuni del Vallo di Diano
- Atena Lucana
- Auletta
- Buonabitacolo
- Caggiano
- Casalbuono
- Monte San Giacomo
- Montesano sulla Marcellana
- Padula
- Pertosa
- Polla
- Sala Consilina
- San Pietro al Tanagro
- San Rufo
- Sant'Arsenio
- Sassano
- Teggiano

### Comuni della piana del Sele meridionale
- Altavilla Silentina
- Albanella
- Serre

### Comuni nei Monti Eremita - Marzano
- Buccino
- Palomonte
- Ricigliano
- Romagnano al Monte
- San Gregorio Magno
- Salvitelle

## Dati altimetrici
Nell'elenco sono compresi unicamente le alture del massiccio montuoso del Cilento, con l'esclusione quindi dei monti facenti parte degli Alburni, del Vallo di Diano e del gruppo Eremita - Marzano.
| Nome del monte          | Altimetria (m s.l.m.) | Comuni compresi                                                                 |
| ----------------------- | --------------------- | ------------------------------------------------------------------------------- |
| Monte Cervati           | 1.899                 | Piaggine, Sanza                                                                 |
| Monte Motola            | 1.743                 | Sacco                                                                           |
| Monte Faiatella         | 1.710                 | Piaggine                                                                        |
| Monte Gelbison          | 1.705                 | Novi Velia                                                                      |
| Monte Scuro             | 1.611                 | Futani                                                                          |
| Monte Faggitella        | 1.606                 | Sacco, Piaggine                                                                 |
| Monte Pietra dell'Erba  | 1.566                 | Montano Antilia                                                                 |
| Monte Vivo              | 1.538                 | Sacco                                                                           |
| Monte Raia del Pedale   | 1.521                 | Rofrano                                                                         |
| Tuzzi di Monte Piano    | 1.515                 | Campora, Cannalonga                                                             |
| Monte Falascoso         | 1.494                 | Campora, Cannalonga                                                             |
| Monte Serralunga        | 1.480                 | Torraca                                                                         |
| Monte Pugile            | 1.465                 | Sacco                                                                           |
| Monte Centaurino        | 1.433                 | Rofrano                                                                         |
| Monte Raialunga         | 1.417                 | Piaggine                                                                        |
| Monte Lepre             | 1.414                 | Ceraso, Futani, Montano Antilia                                                 |
| Monte Caravello         | 1.402                 | Laurino                                                                         |
| Monte Cerasulo          | 1.400                 | Piaggine                                                                        |
| Monte Cariusi           | 1.399                 | Sanza                                                                           |
| Monte Arsano            | 1.393                 | Sanza                                                                           |
| Monte Rotondo           | 1.388                 | Laurino, Rofrano, Piaggine                                                      |
| Monte Cocuzzo           | 1.387                 | Torraca                                                                         |
| Scanno del Tesoro       | 1.348                 | Piaggine                                                                        |
| Monte Chianiello        | 1.319                 | Monteforte Cilento, Magliano Vetere                                             |
| Monte Antilia           | 1.316                 | Montano Antilia                                                                 |
| La Montagnola           | 1.296                 | Sacco                                                                           |
| Monte Calvello          | 1.271                 | Campora, Laurino                                                                |
| Monte Gerniero          | 1.240                 | Sanza, Rofrano                                                                  |
| Monte Bulgheria         | 1.224                 | San Giovanni a Piro, Camerota, Celle di Bulgheria, Roccagloriosa                |
| Monte Fadderuso         | 1.217                 | Sanza                                                                           |
| Monte lo Cugno          | 1.216                 | Sanza                                                                           |
| Monte Vesole            | 1.210                 | Roccadaspide, Trentinara                                                        |
| Monte Serritore         | 1.200                 | Sanza                                                                           |
| Monte Forcella          | 1.192                 | Casaletto Spartano                                                              |
| Monte Cornia            | 1.182                 | Cuccaro Vetere, Montano Antilia                                                 |
| Monte Rotondo           | 1.178                 | Casaletto Spartano                                                              |
| Monte Muzzo             | 1.176                 | Casaletto Spartano                                                              |
| Monte Faito             | 1.160                 | Magliano Vetere                                                                 |
| Monte Fautunno          | 1.152                 | Caselle in Pittari                                                              |
| Tempa di Cuccaro Vetere | 1.136                 | Cuccaro Vetere                                                                  |
| Monte Stella            | 1.131                 | Perdifumo, Lustra, Omignano, Sessa Cilento, San Mauro Cilento, Laureana Cilento |

## Cultura e tradizioni

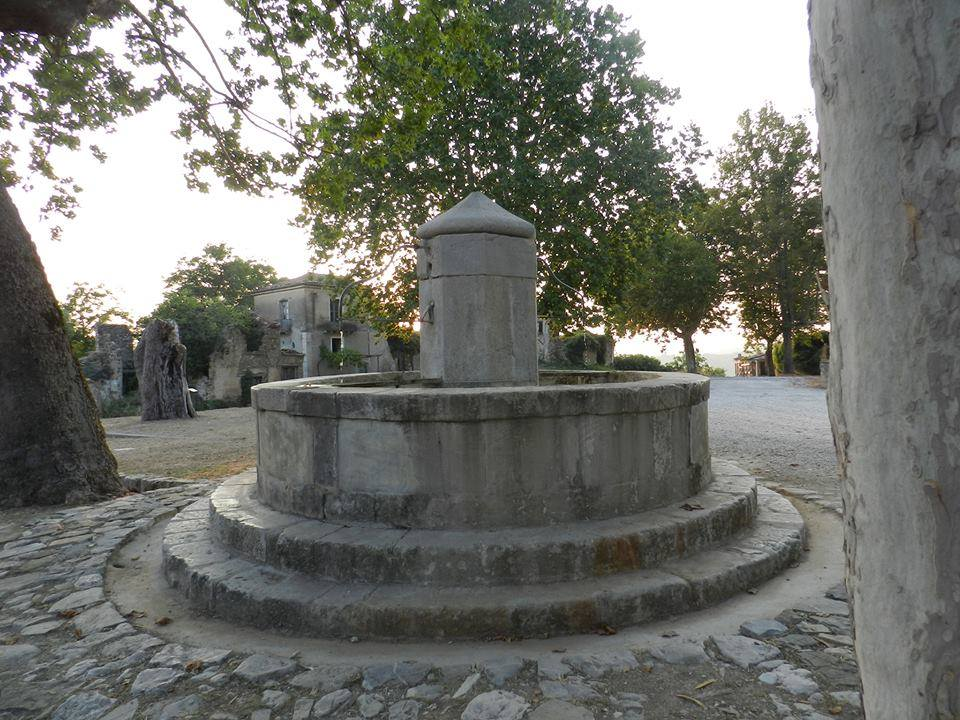
La Fontana, il simbolo di Roscigno Vecchia

Il Cilento è caratterizzato dagli omonimi dialetti, perlopiù affini a quelli campani o lucani. Da segnalare è però la presenza di due peculiari varianti: il cilentano meridionale, affine al siciliano, e il galloitalico. L'origine della diffusione di tali dialetti risalirebbe al medioevo: nel caso del cilentano meridionale sarebbe dovuto alla presenza di bizantini di Sicilia (emigrati nei territori salernitani, allora longobardi); il galloitalico è da far risalire invece alla presenza longobarda e normanna prima e angioina poi.
Numerose manifestazioni folcloristiche si tramandano da secoli nei centri del Parco. È il caso di Casaletto Spartano, dove il 1º maggio gruppi di giovanotti questuanti, vanno di casa in casa a chiedere legumi di ogni tipo. Vengono cotti separatamente e poi la sera nella piazza del paese sono preparati tutti insieme (13 tipi diversi) in una grande caldaia e conditi con olio e sale. I paesani ne prendono una porzione come augurio di prosperità e abbondanza dei raccolti.
Questo caratteristico piatto, con qualche variante, è consumato in tutto il Cilento e in particolare nel golfo di Policastro, dove si chiama "Cuccìa", dal greco "kykeon" miscuglio. Nel paese di Ispani (precisamente nella frazione di San Cristoforo) viene allestita ogni anno ad agosto la Sagra della Cuccìa, con una sfilata di costumi d'epoca e altre manifestazioni folkloristiche; al culmine della serata viene servito il tradizionale piatto.
Quest'ultimo è noto anche a Cicerale dove si chiama "cecciata", a Castel San Lorenzo e Stio noto come "cicci maritati", a Pellare, Moio, Vallo della Lucania. Mentre a Castellabate i cicci si cuociono nel giorno dei morti. Un cibo rituale analogo era la pansperma, ottenuta dalla mescola di tutti i semi, presente nella Grecia arcaica: ne ha parlato nel Timeo il grande Platone a proposito dell'azione divina della semenza universale. Tradizioni legate a questo piatto si riscontrano anche in altre parti d'Italia, in particolare in Sicilia dove, il giorno di Santa Lucia, c'era la tradizione di passare casa per casa per ricevere un po' di legumi da cuocere in un grande calderone e il piatto veniva servito ai più poveri.
Ricordiamo anche il territorio di Trentinara, noto anche come la terrazza del Cilento. Qui all'ombra del monte Vesule, ogni anno si svolge la tradizionale "Festa del Pane e delle tradizioni Contadine", particolare nell'allestimento e nei prodotti tipici locali, con danze e canti popolari avvolti da un'atmosfera d'altri tempi.
Un altro esempio importante di ricchezza di tradizioni, questa volta religiose, sono i riti della settimana santa. Dopo aver addobbato di grano i sepolcri nelle chiese, il venerdì Santo nell'area del Monte Stella ovvero nel "Cilento Antico" si svolgono le processioni delle "congreghe" o "confraternite", che rappresentano lunghi percorsi di sofferenza: "Visita ai sepolcri" (subbúrchi in cilentano). Ogni paese ha la sua che è intitolata a seconda della devozione locale, ad esempio alla vergine Maria o a un santo come quella di Omignano, di Pollica, Agnone Cilento e di Perdifumo, intitolate a Maria SS. del Rosario. Quella di Agnone Cilento intitolata alla Madonna Santissima Del Carmelo. Tutte le confraternite laiche escono dal proprio paese già alle prime luci del giorno per andare a rendere omaggio alle chiese dei paesi vicini e solo in serata per le "funzioni religiose" ritorneranno nelle proprie. Indossano i classici sai e cappucci bianchi con una mantella corta che cambia colore a seconda dell'intitolazione, guidati dal priore e al ritmo dei colpi di un lungo bastone recitando un lungo salmo in latino, si inginocchiano a coppie di due davanti al sepolcro per ricevere le catene sulle spalle in segno di penitenza. Il momento più suggestivo è l'incontro di due confraternite all'uscita delle chiese con il tradizionale saluto dei priori delle croci. Finita la cerimonia sono accolti dai paesani con dolci e vino.
Un altro piatto tipico del Cilento e in particolare di Palinuro sono dei rotoli di pizza, spesso conosciuti come le Viviane, imbottiti con una base di pomodoro e mozzarelle e farciti a piacere. Il piatto tipico di Marina di Camerota, portato in televisione dal primo ristoratore di Marina, è la "ciambotta", detta anche, più anticamente, "Ciammardola".

## Ambiente

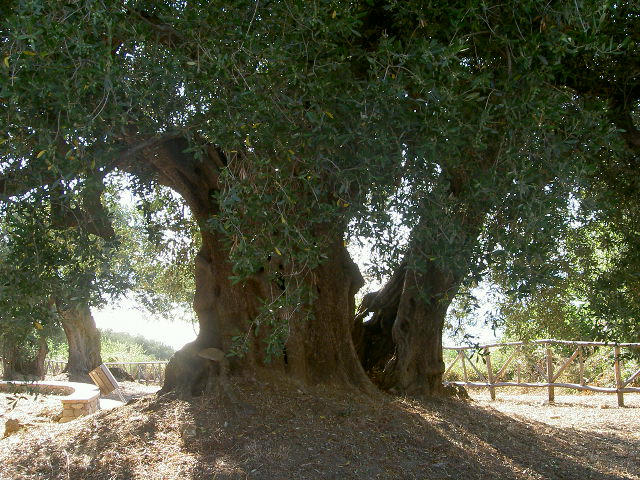
Un secolare albero d'olivo nel centro di Ascea. L'olivo è uno dei "simboli" della terra cilentana.

Il gruppo montuoso del Cilento è a tavolieri, con allineamento principale verso l'Appennino, ma, per l'erosione esterna che l'ha inciso in più sensi, ha un'orografia complicata e confusa. È costituito da calcare del Cretaceo e da dolomia, perciò vi si verificano dei fenomeni carsici. Le vette più importanti sono il Monte Cervati (1899 m), il Monte Gelbison (o Monte Sacro) (1 705 m), il Monte Bulgheria (1 225 m), il Monte Stella (1 131 m); gli ultimi due, pur superati da altre cime, spiccano per il loro isolamento.

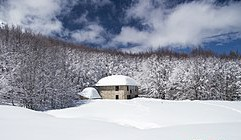
Rifugio sul Monte Cervati

Il Cilento ha boschi di faggi, pioppi, lecci e abeti, è scarsamente popolato e impervio e i suoi centri maggiori si trovano a notevole altezza.

### Fauna
Tra i mammiferi sono presenti il molosso di Cestoni, il miniottero, il vespertilio maggiore, il vespertilio di Capaccini, il vespertilio di Blyth, l'istrice, il tasso, la faina, la donnola, lo scoiattolo, la lontra, la lepre appenninica, l'arvicola di savi, la volpe, la martora, l'arvicola rossastra, il topo selvatico, il topo dal collo giallo, il topo quercino, il gatto selvatico, il ghiro, il cinghiale, il cervo, il capriolo e il lupo grigio appenninico.
Tra l'avifauna sono diffusi i rapaci come l'aquila reale, il biancone, il falco pellegrino, il lanario, il corvo imperiale, il gufo reale, lo Strix aluco, l'astore, il falco pecchiaiolo, il Nibbio bruno e il Nibbio reale. Tra gli altri volatili, comuni sono il picchio nero, il picchio muratore, la tottavilla, il succiacapre, il calandro, l'averla piccola, la ghiandaia marina, la balia dal collare, e nei pressi dei corsi d'acqua il martin pescatore, il merlo acquaiolo, il corriere piccolo e il gabbiano corso.
Tra i rettili sono presenti il cervone, il biacco, la vipera e la natrice. Vi sono anche anfibi come la salamandrina dagli occhiali, la più comune salamandra, il tritone italiano, l'ululone dal ventre giallo, la rana appenninica, la rana agile e il rospo.  La fauna marina è molto varia e complessa: come rettile vi è la Caretta caretta, e sono stati segnalati inoltre anche alcuni cetacei come il Tursiope, il Capodoglio comune e la Stenella Striata. Tra la fauna ittica vi è la trota fario, il cavedano, l'anguilla, il barbo, l'Alburnus albidus e il vairone.
Tra gli invertebrati vi sono la Rosalia alpina, Oxygastra curtisii e Osmoderma eremita.

## Parco nazionale
Dal 1991, in seguito all'istituzione del Parco nazionale del Cilento, Vallo di Diano e Alburni, gran parte del territorio del Cilento è protetto. Rientrano nell'area protetta circa 181 000 ettari di territorio, 8 comunità montane e 80 comuni. La sede istituzionale dell'ente parco è situata nel centro più importante dell'area, Vallo della Lucania.

## Il Cilento nella cultura e nell'arte
- Durante la primavera del 1881, lo studioso salentino Cosimo De Giorgi, in seguito all'incarico di redigere una carta geologica del territorio cilentano, intraprese un lungo viaggio nel Cilento. Le esperienze accumulate in tale spedizione vennero dallo stesso pubblicate nel 1882, nel libro Viaggio nel Cilento (titolo originale: Da Salerno al Cilento), che costituisce uno dei primi esempi di letteratura di viaggio.
- Nel 1828 il letterato e umanista scozzese Craufurd Tait Ramage compì un viaggio nel Regno delle Due Sicilie alla ricerca delle "sopravvivenze" linguistiche e culturali greco-latine, nel corso del suo itinerario Ramage attraversò anche la parte costiera del Cilento che descrisse nel resoconto del viaggio intitolato "The nooks and by-ways of Italy. Wandering in search of its ancient Remains and modern superstitions".
- Il Cilento e, in particolare, il comune di Castellabate è la location in cui è ambientato il film Benvenuti al Sud (2010), in cui viene citata anche la confinante Perdifumo.
- Nel primo verso della canzone Tre colori presentata al Festival di Sanremo 2011 dal cantante Tricarico il Cilento viene citato con riferimento alla "mezzaluna cilentana".
- Il "Maresciallo Santovito", personaggio ideato da Francesco Guccini e Loriano Macchiavelli, protagonista di una fortunata serie di romanzi gialli, è originario di un paesino della Costiera cilentana.
- Nel 1981 il professor Alessandro Pinto pubblica con il fotografo Gaetano Mansi e con la prefazione di Aldo Falivene il volume "Cilento", poesie accompagnate da una ricerca fotografica, scritte nella lingua delle 500 parole, l'antico dialetto di Pisciotta.[24]
- Nel 1983 Il professor Alessandro Pinto pubblica con il fotografo Gaetano Mansi un secondo volume di poesie in dialetto cilentano e immagini "La costa dei miti"[25].
- A Vatolla, frazione del comune di Perdifumo, ha vissuto presso Palazzo Vargas per nove anni, dal 1686 al 1695, il filosofo Giambattista Vico.
- Il "Maestro", personaggio principale del romanzo Il dolore perfetto vincitore del premio Strega 2004, proviene dai dintorni di Sapri nel Cilento.
- il "Commissario Ricciardi", personaggio letterario creato dallo scrittore napoletano Maurizio de Giovanni, commissario di polizia protagonista di alcuni romanzi gialli e fumetti, nonché dell'omonima serie televisiva, proviene dalla frazione Fortino di Casaletto Spartano nel basso Cilento.
- Il Cilento e Vallo di Diano è stato uno dei set principali del film "Noi credevamo" di Mario Martone. In particolar modo le riprese hanno riguardato Roscigno Vecchia, Pollica, Castellabate e Camerota.
- Dal 2017, con il patrocinio della Regione Campania, della Provincia di Salerno, del Parco Nazionale del Cilento, Vallo di Diano e Alburni e di importanti organismi culturali locali, per iniziativa del Comune di Salento, è stato istituito il Premio Cilento Poesia, annualmente conferito a un poeta di rilevanza nazionale.[26]